# Cynorkis parviflora
Cynorkis parviflora är en orkidéart som beskrevs av Heinrich Gustav Reichenbach. Cynorkis parviflora ingår i släktet Cynorkis, och familjen orkidéer.
Artens utbredningsområde är Réunion. Inga underarter finns listade i Catalogue of Life.